# Guinevere Jones
Guinevere Jones o Ginebra Jones es una serie de televisión australianocanadiense adaptada de cuatro novelas.
Gira en torno a las aventuras del personaje Guinevere/Ginebra "Gwen" Jones, que usa la magia para luchar contra el mal, mientras que al mismo tiempo, frente a los problemas y dificultades del instituto.
La serie se estrenó en Canadá el 4 de mayo de 2002 en  YTV y diez días después en Australia. Duró veinte y seis episodios en dos temporadas.

## Personajes
- Guinevere/Ginebra "Gwen" Jones Protagonista. Ella usa la magia para luchar contra el mal. Ella descubre en el primer episodio que ella es la reencarnación de Ginebra de la época del Rey Arturo. Su madre fue capturada por un espíritu maligno y se pasaba los días en el hospital psiquiátrico. Gwen fue adoptada por los Rosen que vivían en una tienda que se llama Nueva Sage mágica que venden productos alimenticios. (interpretado por Tamara Hope !Doblaje en  España Flora  Galisol).

- Tasha Myers es la hermana de Josh. Ella trabaja en un café llamado el Arco que es frecuentado por estudiantes de la escuela. Ella es el mejor amigo de Gwen y una gran ayuda en la lucha contra el mal de Gwen. (interpretado por Greta Larkin).

- Josh Myers. Él es en gran medida un papel de aluminio para su hermana Tasha Myers. En algún momento se comporta como un novio de Gwen, junto con Michael. (interpretado por Damien Bodie !Doblaje en  España Pau López).

- Michael Medina es amigo de Gwen y, a veces novio. Fue protegido de mala gana por Gadowain hasta que se usa un guante mágico para repeler el hada. (Yani Gellman Interpretado por Ian Dixon!Doblaje en  España David Brau). Sólo después de Episodio 9.

- Spencer Huang es un amigo de Tasha. (interpretado por Aljin Abella!Doblaje en  España Noémio Haladas).

- Reine Davidson es la antagonista principal de Gwen y sus amigos. Ella tiene un poco de conocimiento de la magia a sí misma. Ella está enamorada de Josh, así como más tarde Michal. (interpretado por Bridget Neval!Doblaje en  España Nuria Trifol ).

- Merlin ofrece a menudo consejos Gwen, pero también es difícil. Él es en realidad un espíritu de proyectarse en el pasado. (interpretado por Ted Hamilton).

- Patrick O'Leary es uno de los maestros de Gwen en la escuela. Parece que hay algo siniestro en él, pero él es el padre de Gwens. (interpretado por Don Halbert).

- Gadowain es un hada problemático. Protector de Micheal. (Interpretado por Ian Dixon).

- Fuego Bromsky es un miembro de la banda de Reina. Su verdadero nombre es Frances. (Interpretado por Vanessa Elliott !Doblaje en  España Mar Bordallo).

- Viento Winters , cuyo nombre real es Winifred Winters, es un miembro de la banda de Reina. (Interpretado por Katie Campbell ).

- Morgana La Faye es una bruja malvada que se opone a Gwen y Merlín. (Interpretado por John Deane-Mercia ).

- Penélope Blatt es el Socials maestro. (Interpretado por Pepe Trevor]] ).

- Rey Arturo es el Rey Arturo. (Interpretado por Chris Hemsworth).

- Harvey Rosen es el padre adoptivo de Gwen. (Interpretado por Dennis Coard ).

- Louise Rosen es madre adoptiva de Gwen. (Interpretado por Behets Briony ).

- Katie Dawson es la hermana de crianza de Gwen y en fomentar la misma atención. (Interpretado por página Madeline ).

- Karen Jones es madre de Gwen. (Interpretado por Trudy Hellier ).

## Libros
- Las cuatro novelas son una novelización directa de la serie de televisión.
- El primer libro que se llama Un río a través del tiempo (A River Through Time) y cubre los acontecimientos desde el primer cuarto de la serie. Fue escrita por Sophie Masson .
- El segundo libro cubre los acontecimientos de lo que resta de la primera temporada. Fue escrito por Felicity Pulman . Su título es El amor y otras magias (Love and Other Magic) .
- El tercer libro, titulado El lado oscuro de la magia (The Dark Side of Magic) cubre la primera parte de la segunda temporada. También fue escrito por el Pulman.
- Libro Cuarto, también por Masson, que se llama No Place Like Home (No Place Like Home) . Cubre los acontecimientos de la última parte de la segunda temporada.
- Los cuatro libros son publicados por Random House, Australia.